# 덩사
덩사(중국어 간체자: 邓莎, 정체자: 鄧莎, 병음: Dèng Shā, 한자음: 등사, 1985년 12월 8일 ~ )는 중화인민공화국의 배우이다.

## 텔레비전 드라마
- 《미인심계》 - 율묘인 역
- 《연희공략》 - 위약녕 역
- 《백발》 - 운귀비 역